# گروه هانگژو واهاها

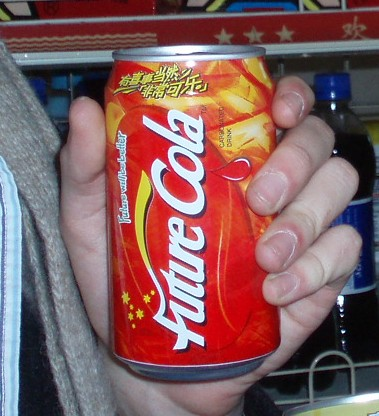
یک قوطی کولا فیوچر (China Cola) در یک فروشگاه رفاه در چانگژو، چین در سال 2006.

گروه هانگژو واهاها (انگلیسی: Hangzhou Wahaha Group) شرکت صنایع غذایی چینی است، که در سال ۱۹۸۷ توسط زونگ کینگهوا تأسیس شد.